# Leopard-Trek Continental Team/Saison 2012
Dieser Artikel listet Erfolge und Fahrer des Radsportteams Leopard-Trek Continental Team in der Saison 2012 auf.

## Erfolge in der UCI Europe Tour
| Datum             | Rennen                                                | Kat. | Sieger             |
| ----------------- | ----------------------------------------------------- | ---- | ------------------ |
| 11. März          | Dorpenomloop Rucphen                                  | 1.2  | Giorgio Brambilla  |
| 30. März–1. April | Gesamtwertung Le Triptyque des Monts et Châteaux      | 2.2  | Bob Jungels        |
| 18. Mai           | 3. Etappe Flèche du Sud                               | 2.2  | Julian Kern        |
| 19. Mai           | 4. Etappe Flèche du Sud (EZF)                         | 2.2  | Bob Jungels        |
| 16.–20. Mai       | Gesamtwertung Flèche du Sud                           | 2.2  | Bob Jungels        |
| 27. Mai           | Paris–Roubaix (U23)                                   | 1.2U | Bob Jungels        |
| 21. Juni          | Luxemburgische Meisterschaft – Einzelzeitfahren (U23) | CN   | Bob Jungels        |
| 22. Juni          | Portugiesische Meisterschaft – Einzelzeitfahren (U23) | CN   | Fábio Silvestre    |
| 24. Juni          | Luxemburgische Meisterschaft – Straßenrennen (U23)    | CN   | Alex Kirsch        |
| 24. Juni          | Moldawische Meisterschaft – Straßenrennen             | CN   | Aleksandr Pliușkin |
| 20. Juli          | 4. Etappe Giro della Valle d’Aosta                    | 2.2U | Bob Jungels        |

## Erfolge im Cyclocross 2011/2012
| Datum     | Rennen                             | Fahrer         |
| --------- | ---------------------------------- | -------------- |
| 8. Januar | Luxemburgische Meisterschaft (U23) | Pit Schlechter |

## Mannschaft
| Name               | Geburtsdatum       | Nationalität | Team 2011                      |
| ------------------ | ------------------ | ------------ | ------------------------------ |
| Eugenio Alafaci    | 9. August 1990     | Italien      | Neoprofi                       |
| Dirk Bockel        | 18. Oktober 1976   | Luxemburg    | Triathlet                      |
| Giorgio Brambilla  | 19. September 1988 | Italien      | De Rosa-Ceramica Flaminia      |
| Jesús Ezquerra     | 30. November 1990  | Spanien      | Neoprofi                       |
| Olivier Hofstetter | 16. Januar 1990    | Schweiz      | Neoprofi                       |
| Bob Jungels        | 22. September 1992 | Luxemburg    | Neoprofi                       |
| Julian Kern        | 28. Dezember 1989  | Deutschland  | Seven Stones                   |
| Alex Kirsch        | 12. Juni 1992      | Luxemburg    | Neoprofi                       |
| Aleksandr Pliușkin | 13. Januar 1987    | Moldau       | Katusha Team                   |
| Pit Schlechter     | 26. Oktober 1990   | Luxemburg    | Continental Differdange (2010) |
| Fábio Silvestre    | 25. Januar 1990    | Portugal     | Neoprofi                       |
| Joël Zangerle      | 11. Oktober 1988   | Luxemburg    | Differdange-Magic-SportFood.de |
| Stagiaires         | Stagiaires         | Nationalität | Nationalität                   |
| Jan Hirt           | Jan Hirt           | Tschechien   | Tschechien                     |